# بخش یونین (شهرستان یونین، اوهایو)
بخش یونین (به انگلیسی: Union Township) یک منطقهٔ مسکونی در ایالات متحده آمریکا است که در شهرستان یونیون، اوهایو واقع شده‌است.
 بخش یونین ۹۳٫۳ کیلومتر مربع مساحت و ۱٬۷۶۳ نفر جمعیت دارد و ۳۰۳ متر بالاتر از سطح دریا واقع شده‌است.